# Protestantismus in Osttimor

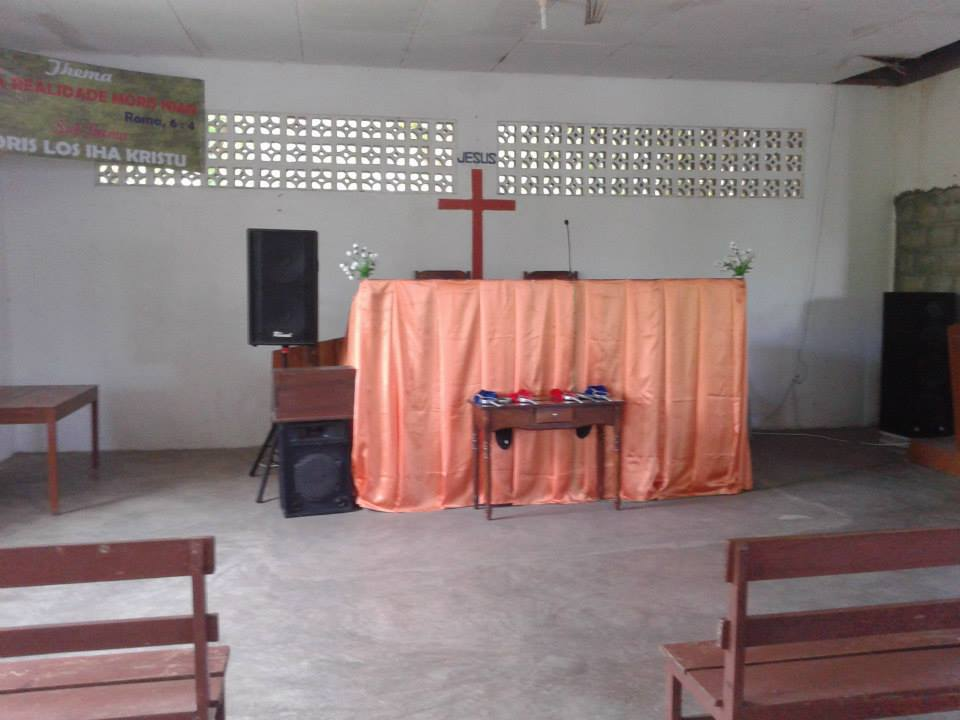
In der calvinistischen Kirche von Berau (Atauro)

Etwa 2 % der Bevölkerung in Osttimor gehören zu Glaubensgemeinschaften, die zum Protestantismus gerechnet werden.

## Übersicht

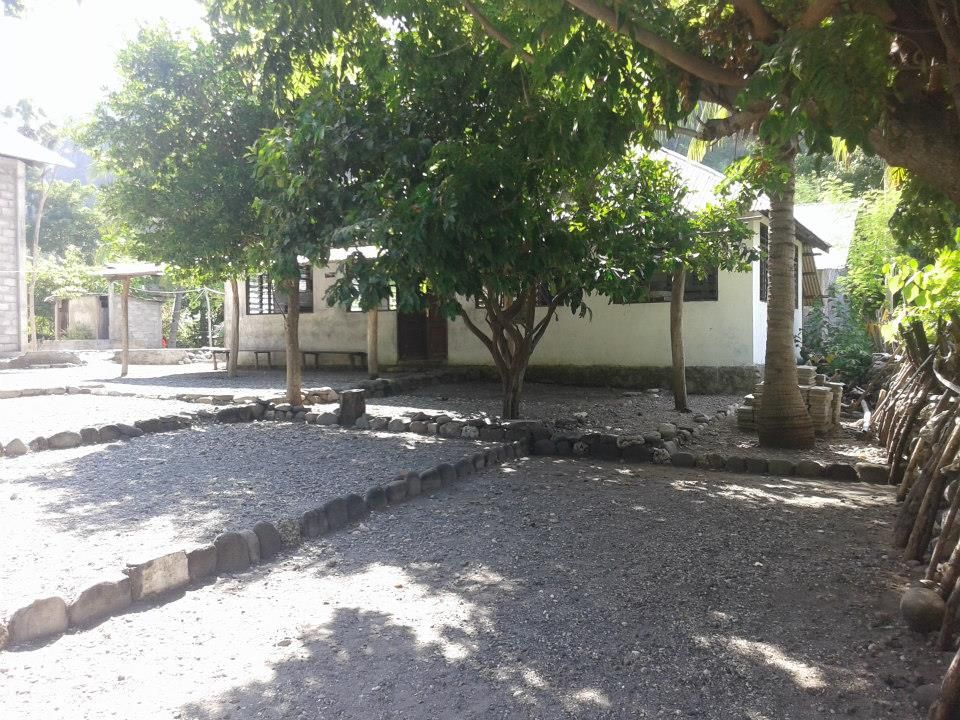
Protestantisches Zentrum in Berau

Die Protestanten in Osttimor gehören zu den Baptisten, den  presbyterianischen Kirchen, den methodistischen Kirchen, den Siebenten-Tags-Adventisten, den Assemblies of God und anderen Kirchen der Pfingstbewegung, den Zeugen Jehovas und der Christian Vision Church. Dazu gibt es noch einige nicht konfessionsgebundene Gemeinden. 2022 wurden bei der Volkszählung 25.511 Osttimoresen registriert, die einer protestantischen Denomination angehörten. Die größte Kirche ist die reformiert geprägte Protestantische Kirche in Osttimor (Igreja Protestante iha Timor Lorosa'e IPTL), die ihre Mitgliederzahl mit 17.000 angibt.
Generell ist das Verhältnis der Protestanten zur katholischen Mehrheit im Land gut. In den ländlichen Gebieten kam es aber schon zu Bedrohungen von protestantischen Gemeinden. Regelmäßig werden Steine auf die Kirche der Siebenten-Tags-Adventisten in Lospalos geworfen. Im Jahr 2000 brannten römisch-katholische Randalierer drei protestantische Kirchen in Aileu nieder. Die Römisch-katholische Kirche entschuldigte sich für das Verbrechen und half beim Wiederaufbau. In der Gemeinde Ermera wurde 2015 ein Teil einer im Bau befindlichen protestantischen Einrichtung zerstört, worauf im Februar im kommunalen Gericht eine Anhörung durchgeführt wurde. Ein römisch-katholischer Priester soll der Anstifter gewesen sein.
Als Vertreter der Protestanten in der Parteienlandschaft Osttimors gilt die Partido Democrata Cristão (PDC). So war Arlindo Francisco Marçal, Pastor und ehemaliger Führer der heutigen IPTL, früher Generalsekretär der PDC.

## Geschichte

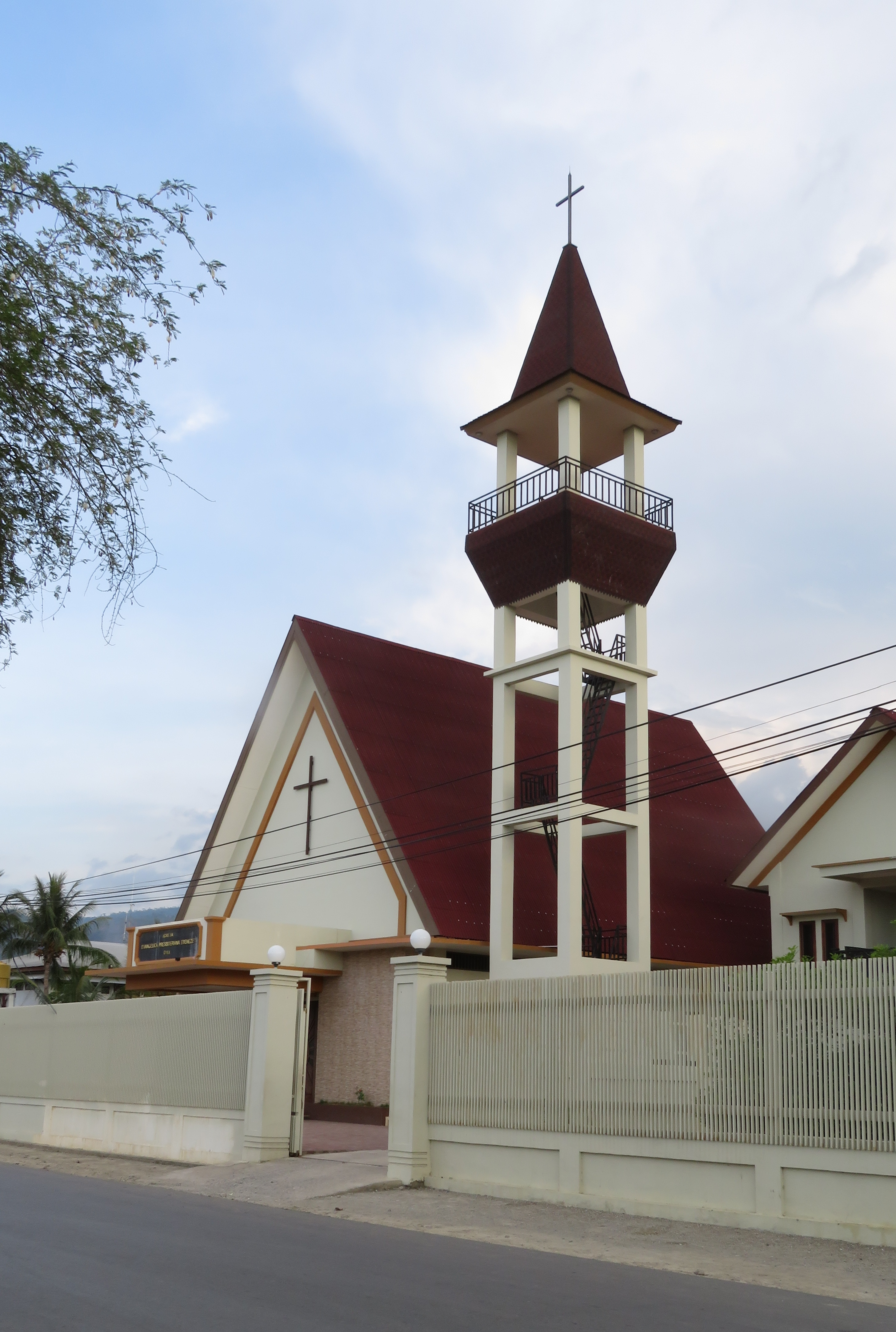
Ebenezerkirche der Igreja Evangélica Presbiteriana in Caicoli (Dili)

Eine alteingessene Mehrheit von Protestanten (2007: 60 %) gibt es auf Atauro, die vor allem im Norden der osttimoresischen Insel lebt. Sie wurden von Alor aus durch niederländische Calvinisten Anfang des 20. Jahrhunderts missioniert. Auch in Maubara hinterließen die Niederländer eine protestantische Bevölkerung, als das Gebiet 1851 an Portugal abgetreten wurde. Ihre Religionsfreiheit wurde mit dem Vertrag von Lissabon von 1859 garantiert.
Mitte der 1940er Jahre erhielten einige Familien in Baucau Bibeln von Ausländern. Kurz darauf begannen sie sich zu Bibelstudien und gemeinsames Beten zu treffen. Andere schlossen sich ihnen an und gründeten so eine protestantische Glaubensgemeinschaft. Zu den Gründern gehörte auch die Pastorin Maria de Fátima Wadhoomall Gomes, die 1978 mit ihrem Mann José Agusto Seabra Gomes zusammen den Protestantismus auf Atauro erneuerte.
1979, während der indonesischen Besatzungszeit, gründeten diese Protestanten die Christliche Kirche Osttimors (indonesisch Gerja Kristen Timor Timur GKTT), die 1988 offiziell anerkannt wurde. In der Besatzungszeit waren viele der Mitglieder der GKTT indonesische Verwaltungsangestellte, Beamte und Soldaten. Im Allgemeinen galt die Kirche in der Bevölkerung Osttimors als pro-indonesisch und gegen die Unabhängigkeit eingestellt, während der Großteil der protestantischen Führer versuchten, sich aus der Politik rauszuhalten. Anfang der 1990er Jahre wurde Arlindo Francisco Marçal Moderator der GKTT und die Kirche ging nun mehr auf Distanz zu Indonesien. Marçal positionierte sich als Befürworter der Unabhängigkeit Osttimors, der bei Christen im Ausland um Unterstützung warb. Während der Krise in Osttimor 1999 im Umfeld des erfolgreichen Unabhängigkeitsreferendums am 30. August wurden alle 60 Gebäude der GKTT von Milizen zerstört. Nach dem Abzug der Indonesier erfolgte die Umbenennung der GKTT zur IPTL. Seit der Unabhängigkeit breiteten sich auch andere protestantische Kirchen in Osttimor aus, wie die Assemblies of God, die Bethel Church und die Pfingstbewegung. Da die IPTL verschiedene Probleme hatte, beschloss man intern sich auf das „Östliche Königreich“ zu beschränken und das „Südliche“ und „Westliche Königreich“ einer neuen Kirche zu überlassen. Diese entstand im August 2008 mit der Igreja Evangélica Presbiteriana de Timor-Leste (IEPTL).
Wie Katholiken und Muslime hatten die Protestanten mit Maria de Fátima Wadhoomall Gomes einen Vertreter im National Council.

## Führende Personen
| Kirche                                               | Foto                       | Name                          | Amtszeit  |
| ---------------------------------------------------- | -------------------------- | ----------------------------- | --------- |
| Igreja Protestante iha Timor Lorosa'e IPTL           | Lourenço dos Santos (2020) | Moderator Lourenço dos Santos | seit 2017 |
| Igreja Evangelica Assembleias De Deus em Timor Leste | Francisco dos Reis (2020)  | Präsident Francisco dos Reis  | [ 12 ]    |